# Mendelssohn-Gesellschaft
Die Mendelssohn-Gesellschaft e. V. ist ein 1967 von Mendelssohn-Forschern und -Nachkommen gegründeter, in Berlin ansässiger gemeinnütziger Verein, der sich die Pflege und Verbreitung des geistigen und künstlerischen Erbes der Mendelssohn-Familie in allen ihren Zweigen zum Ziel gesetzt hat. Er hat rund 460 Mitglieder, darunter zirka 100 Nachkommen Moses Mendelssohns (Juli 2014).

## Aufgabe

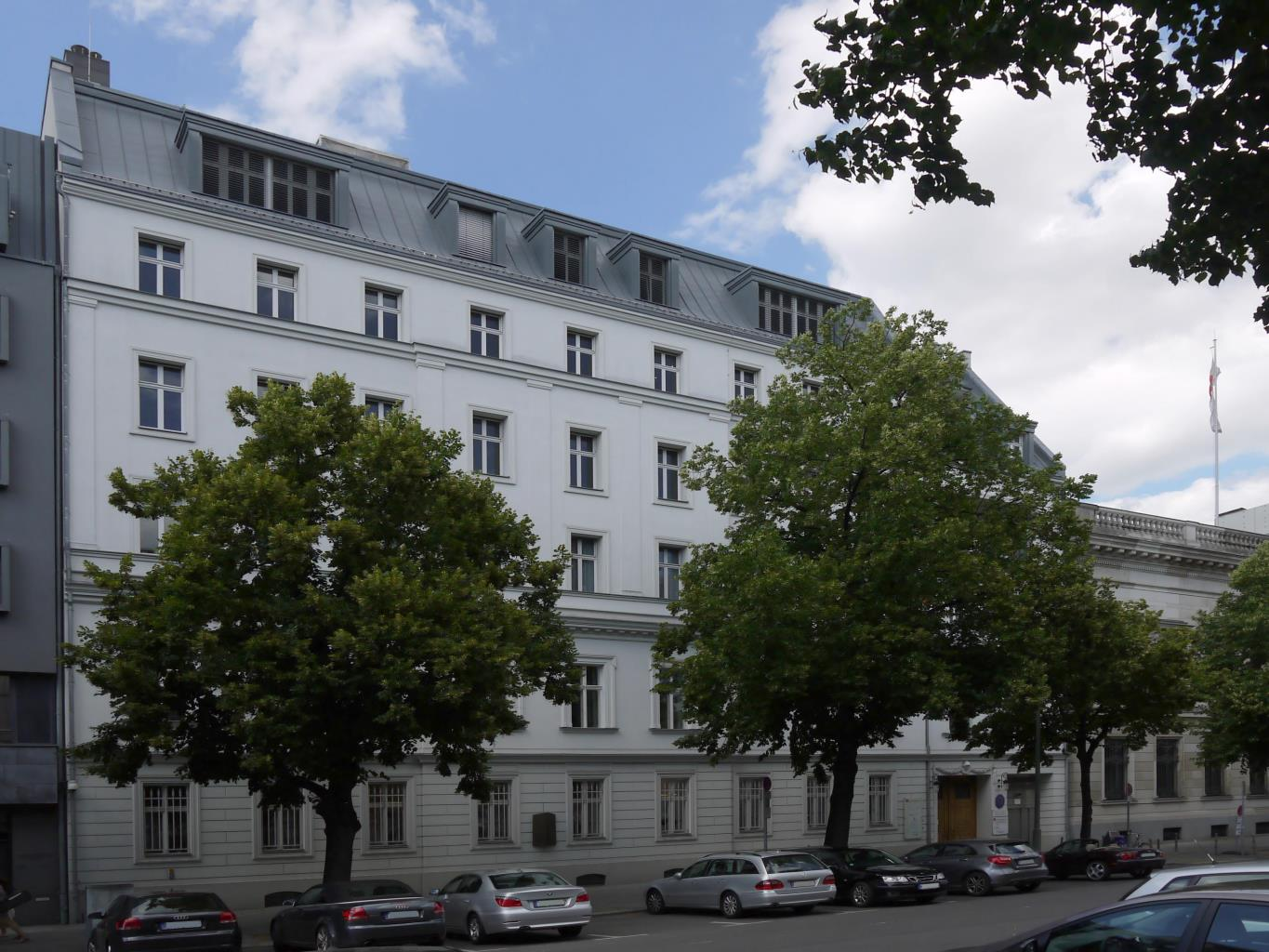
Straßenfront des Gebäudes in der Jägerstraße 51

Aufgabe des Vereins ist die Pflege des Andenkens, Werkes und Wirkens der in geistiger, künstlerischer und historischer Hinsicht hervorragenden Mitglieder der Familie Mendelssohn.
Dazu gehören:
- Förderung des geistigen und künstlerischen Erbes durch Unterstützung wissenschaftlicher Forschung
- Veröffentlichungen jeder Art
- Vorträge, Lesungen, Führungen, Musikaufführungen und ähnliche Veranstaltungen
- Betrieb einer permanenten Ausstellung
- Sammeln von Dokumenten, Briefen, Manuskripten, Kunstwerken, Erinnerungsstücken, Büchern und anderem mehr mit dem Zweck, diese der Öffentlichkeit zugänglich zu machen
- Betrieb und Bespielen der Mendelssohn-Remise in der Jägerstraße 51 in Berlin-Mitte

## Geschichte

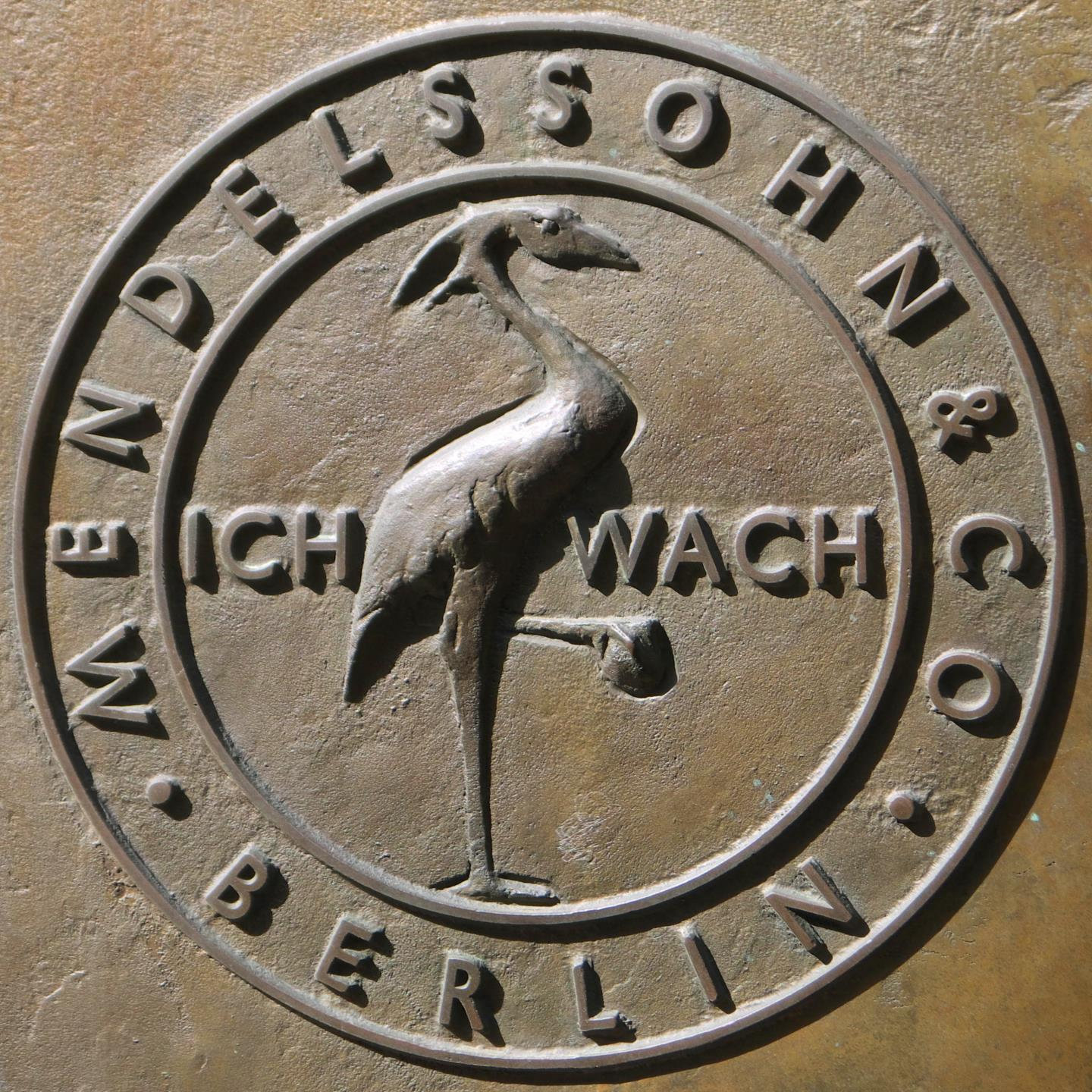
Kranich mit Stein, Relief in Bronze am Gebäude in der Jägerstraße 51

Die Mendelssohn-Gesellschaft wurde am 3. Oktober 1967 von Angehörigen der Mendelssohn-Familie beim Vereinsregister des Amtsgerichts Berlin-Charlottenburg angemeldet. Die Eintragung erfolgte am 24. Oktober 1967. Als Logo führt der Verein einen Kranich mit Stein, der schon als Siegelmotiv der Mendelssohn-Bankiers Verwendung fand. Dieses Motiv gilt nach Plinius dem Älteren schon seit der Antike als Symbol wachsamer Fürsorge.
Als erste Aufgaben bestimmte der Verein die Wiedererrichtung des Moses-Mendelssohn-Stipendiums, das ursprünglich 1929 bis 1933 bestand, die Förderung der Gesamtkatalogisierung von Briefen und Dokumenten der Mendelssohn-Familie sowie des malerischen und zeichnerischen Werkes Wilhelm Hensels und vorbereitende Schritte zur Errichtung eines „Bank-Archivs Mendelssohn“ mit besonderer Berücksichtigung des 19. Jahrhunderts.
Eine Gesamtkatalogisierung der Mendelssohn-Briefe und -Dokumente erfolgte bislang nicht. Die Mendelssohn-Gesellschaft begann aber schon kurz nach ihrer Gründung mit dem Erwerb von Autographen und anderen Mendelssohn-Dokumenten, die sie dem Mendelssohn-Archiv der Staatsbibliothek zu Berlin als Depositum zur Verfügung stellte.
Im Vorfeld der Jubiläumsfeierlichkeiten zum 250. Geburtstag Moses Mendelssohns 1979 wurde der Plan zur Wiedererrichtung des Moses-Mendelssohn-Stipendiums aufgegriffen. In Kooperation mit dem damaligen Senator für Kulturelle Angelegenheiten West-Berlins, Dieter Sauberzweig, fiel der Beschluss, auf eine Erneuerung des Stipendiums zu verzichten und stattdessen im Zweijahresrhythmus den Moses-Mendelssohn-Preis auszuschreiben. Der siebenköpfigen Jury gehört ein Vertreter der Mendelssohn-Gesellschaft an.
2002 gründeten einige Mitglieder der Mendelssohn-Gesellschaft den Arbeitskreis Geschichtsmeile Jägerstraße, um die Geschichte der Mendelssohns in der Jägerstraße in Berlin-Mitte aufzuarbeiten. 2005 ging dieser Arbeitskreis in dem eingetragenen Verein Geschichtsforum Jägerstraße auf, der 2009 wiederum mit der Mendelssohn-Gesellschaft fusionierte.
Im Jahr 2009 hat der international renommierte Musiker Daniel Barenboim die Schirmherrschaft der Mendelssohn-Gesellschaft übernommen.
Seit 2010 werden vom Chorverband Berlin jährlich Geschwister-Mendelssohn-Medaillen verliehen, die in Zusammenarbeit mit der Mendelssohn-Gesellschaft in der Mendelssohn-Remise in Berlin-Mitte überreicht werden. Seit September 2013 gibt es eine Zusammenarbeit der Mendelssohn-Gesellschaft mit dem MendelssohnKammerChor Berlin, bei der es in der Mendelssohn-Remise unter anderem Erstaufführungen von Kompositionen aus der Mendelssohn-Familie geben wird.
Der Verein hat am 3. November 2013 in einer ehemaligen Kapelle auf dem Dreifaltigkeitsfriedhof in Berlin-Kreuzberg eine Dauerausstellung zur Geschichte der Mendelssohn-Familie eröffnet. Auf den Friedhöfen vor dem Halleschen Tor wurden über 30 Mitglieder der Familie bestattet.

## Vereinsvorsitzende
- 1967 bis 1989: Cécile Lowenthal-Hensel (1923–2012)
- 1989 bis 1993: Ernst Thamm († 9. Juni 1993)
- 1993 bis 1998: Ingeborg Stolzenberg (1929–2018)
- 1998 bis 2006: Elke von Nieding (1935–2024)
- 2006 bis 2008: Gerhild Komander
- 2008 bis 2023: André Schmitz
- ab 2023: Sebastian Panwitz

Der Autor Thomas Lackmann, der auch Bücher über die Mendelssohn-Familie geschrieben hat, ist einer der stellvertretenden Vorsitzenden der Mendelssohn-Gesellschaft.

## Mendelssohn-Studien
Im Zusammenhang mit dem Gedenkfeierlichkeiten zum 125. Todestag Fanny Hensels und Felix Mendelssohn Bartholdys 1972 wurde der erste Band der Mendelssohn-Studien präsentiert. Diese Zeitschrift, die „für die Mendelssohn-Gesellschaft“ im Zwei- bis Dreijahresrhythmus herausgegeben und von dieser finanziert wird, veröffentlicht unter dem Untertitel „Beiträge zur neueren deutschen Kulturgeschichte“ Aufsätze zu verschiedensten Aspekten der Mendelssohn-Familiengeschichte, wobei der Schwerpunkt auf dem Geschwister-Komponistenpaar Fanny und Felix sowie auf dem Philosophen Moses Mendelssohn liegt.
Herausgeber der Mendelssohn-Studien waren beziehungsweise sind:
- Cécile Lowenthal-Hensel (1972 bis 1990)
- Rudolf Elvers (1979 bis 2003)
- Hans-Günter Klein (1993 bis 2011)
- Christoph Schulte (seit 2005)
- Roland Dieter Schmidt-Hensel (seit 2013)